# محمد سعيدي كيا
محمد سعيدي كيا (بالفارسیة: محمد سعیدی‌کیا) (مواليد 1946) سياسي إيراني ، وهو الرئيس السابق لـ ذهب بونياد مستضعفين (مؤسسة المستضعفين والمعاقين) ، من 2014 إلى 2019. شغل منصب وزير الحكومة في وزارات مختلفة آخرها كان وزير الإسكان والتنمية العمرانية من 2005 إلى 2009.

## النشأة والتعليم
ولد سعيدكية في أصفهان عام 1946.حصل على بكالوريوس الرياضيات.ثم حصل على درجة الماجستير في الهندسة المدنية من جامعة أمير كابير للتكنولوجيا في طهران.

## حياته المهنية
كان السيد سعيدكية رئيس مجلس إدارة هيئة التخطيط والتطوير العمراني. بعد ذلك أصبح نائب رئيس الفرع الاقتصادي لمؤسسة المحرومين. في وقت لاحق خدم في معظم الوزارات التي تشكلت منذ الثورة الإسلامية عام 1979. كان أول منصب وزاري له هو وزير الطرق والمواصلات. شغل هذا المنصب أولاً في مجلس الوزراء برئاسة رئيس الوزراء مير حسين موسوي من 1985 إلى 1989. وشغل نفس المنصب في حكومة الرئيس أكبر هاشمي رفسنجاني من 1989 إلى 1993. في 29 أغسطس 1989 ، وافق المجلس على السعيدي مع 195 لصالح و 43 ضد الأصوات.انتهت فترة ولايته في عام 1993.
عندما أصبح محمد خاتمي رئيسًا في عام 1997 ، تم تعيين سعيدكية وزيرًا للبناء. كان في منصبه من 1997 إلى 2000. ثم عمل مستشارًا لخاتمي من 2000 إلى 2005. في 24 أغسطس 2005 عينه الرئيس محمود أحمدي نجاد وزيراً للإسكان والتنمية الحضرية. فازت سعيدكية بأعلى الأصوات في المجلس ، حيث حصل على 222 صوتًا من 284 عضوًا في المجلس. انتهت ولايته في عام 2009. كما شغل منصب رئيس المؤتمر الوزاري لآسيا والمحيط الهادئ حول الإسكان والتنمية الحضرية من مايو 2008 إلى أغسطس 2009. في يناير 2010 ، تم تعيينه نائبًا لرئيس شركة بارس للنفط. وهو رئيس Bonyad-e Mostazafen va Janbazan (مؤسسة المقهورين والمعاقين) ، وهي ثاني أكبر مؤسسة تجارية في إيران (بعد شركة النفط الوطنية الإيرانية المملوكة للدولة) وأكبر شركة قابضة في الشرق الأوسط.

### الترشح لانتخابات 2013
كان سعيدكيا أول مرشح أُعلن عنه رسميًا للانتخابات الرئاسية لعام 2013 في إيران. أعلن ترشحه في ديسمبر 2012.نظرًا لمسيرته المهنية ، تم اعتباره مرشحًا تقليديًا مبدئيًا ، لكنه في الواقع كان مرشحًا مستقلًا وتكنوقراطًا.كان سعيدكيا أيضًا أحد مرشحي الحصان الأسود. رفض مجلس صيانة الدستور ترشيحه في 21 مايو 2013.